# مصطفى السيد (عالم)
مصطفى عمرو السيد (8 مايو 1933 -)، عالم كيمياء مصري يعتبر أول مصري وعربي يحصل على قلادة العلوم الوطنية الأمريكية التي تعتبر أعلى وسام أمريكي في العلوم لإنجازاته في مجال النانو تكنولوجي وتطبيقه لهذه التكنولوجيا باستخدام مركبات الذهب الدقيقة في علاج مرض سرطان الجلد. وهو واحد من أفضل عشرة علماء في الكيمياء في العالم، وهو أستاذ الكيمياء بجامعة جورجيا الأمريكية للتكنولوجيا. وصُنف في 2011 في المرتبة 17 ضمن تصنيف تومسون رويترز لـ«أفضل علماء الكيمياء في العقد الماضي». وهو معروف في علم المطيافية لم يهتم الدكتور مصطفي السيد بجمال الذهب والفضة وروقيها فقد أعتقد أنه يستطيع أن يعالج به فقد نجح الدكتور مصطفي السيد بمعاونه فريقه الذي يقوده بمدينة الأمريكية في التوصل لاول مره لشفاء سرطان الجلد بنسبة 100%علي الحيوان

## المولد والنشأة
ولد الدكتور مصطفى السيد في مركز ومدينة أبو كبير بمحافظة الشرقية لمدرس رياضيات وكان أصغر أبنائه.

## التعليم
- انتقل مصطفى مع والده إلى القاهرة عندما كان في مرحلة الدراسة الثانوية،
- التحق بأكاديمية المعلمين العليا. ولم يمض على بدء الدراسة سوى شهرين إلا واعتصم الطلاب وطالبوا بتحويل دبلوم المعلمين إلى بكالوريوس. ووافق الدكتور طه حسين على تجميع كل المعاهد العليا للمعلمين في جامعة عين شمس. وتحول معهده لكلية العلوم بجامعة عين شمس.
- كان أول دفعته عندما تخرج من جامعة عين شمس عام 1953، مما أتاح له ولإثنين من زملائه العمل بوظيفة معيد بكلية العلوم بجامعة عين شمس.

## بدايته في البحث العلمي
تخرج الدكتور مصطفى السيد من أكاديمية المعلمين العليا دفعة 1953 وكان ترتيبه الأول. وبعد قراءته لإعلان صغير في جريدة الأهرام المصرية لأستاذ في ولاية فلوريدا الأمريكية عن قيامه بإعطاء منحة علمية لاثنين من الشباب المصريين للدراسة في فلوريدا، تقدم الدكتور مصطفى للحصول عليها وحصل عليها بالفعل وسافر إلى الولايات المتحدة الأمريكية في عام 1954 للحصول على الدكتوراه، وكان في نيته العودة والاستقرار في مصر بعد حصوله على الدكتوراه، وذلك الذي لم يتحقق حيث تزوج الدكتور مصطفى من فتاة أمريكية وأتيحت له فرصة إجراء الأبحاث، فاندمج فيها وقرر أن يكمل حياته في الولايات المتحدة.
وقد سعى هو وزوجته للعودة إلى مصر، وهو ما لم يحدث رغم تقدم زوجته بأكثر من مائتى طلب للالتحاق بعمل في مصر، وذلك لرفض مصر للأجانب في ذلك الوقت - الستينات وبدايه السبعينات. درّس في العديد من الجامعات المرموقة في الولايات المتحدة، مثل ييل وهارفارد ومعهد كاليفورنيا للتكنولوجيا، وأخيرا معهد جورجيا للتكنولوجيا، حيث يتربع على كرسي جوليوس براون هناك.

## أبحاثه
ساهم السيد ومجموعته البحثية في العديد من المجالات المهمة لأبحاث الكيمياء الفيزيائية والمواد. تشمل اهتمامات السيد البحثية استخدام التحليل الطيفي لليزر الثابت ذو السرعة الفائقة لفهم الاسترخاء، ونقل وتحويل الطاقة في الجزيئات وفي المواد الصلبة وفي أنظمة التمثيل الضوئي والنقاط الكمومية النصف ناقلة والبُنى النانوية المعدنية. شاركت مجموعة السيد أيضًا في تطوير تقنيات جديدة مثل الانتقاء المغناطيسي والتحليل الطيفي للرامان بالبيكو ثانية، والتحليل الطيفي لتجاوب الفسفرة المزدوجة للموجة المكروية.
```
يركّز السيد في مختبره حاليًا على الخصائص البصرية والكيميائية للجسيمات النانوية المعدنية النبيلة وتطبيقاتها في التحفيز النانوي، والتصنيع النانوي والطب النانوي. يُعرف أيضًأ مختبره في تطوير تكنولوجيا للذهب ذو الشكل النانوي. يملك السيد أكثر من 500 منشور في المجلات التي لها علاقة بعلم الأطياف والديناميات الجزيئية وعلم النانو. شارك ابن مصطفى السيد الذي يُدعى إيفان مصطفى السيد، وهو أستاذ جراحة الأورام في الرأس والرقبة في جامعة كاليفورنيا، في تطبيق هذه النتائج على الخلايا السرطانية لبعض الحيوانات.
```

## الجوائز
انتُخب السيد عن عمله في مجال تطبيق تقنيات التحليل الطيفي بالليزر لدراسة الخصائص والسلوك على مقياس النانو في الأكاديمية الوطنية للعلوم في عام 1980. حصل على جائزة تولمان في عام 1989، وعلى جائزة إيرفينغ لانغميور في الفيزياء الكيميائية في عام 2002، وقد حصل كذلك على جائزة الملك فيصل الدولية لعام 1990 (جائزة نوبل العربية) في العلوم، وأعلى جائزة في معهد جورجيا والعديد من الجوائز الأخرى من مختلف أقسام الجمعية الكيميائية الأمريكية المحلية.
كان باحثًا متميزًا في برنامج شيرمان فيرتشايلد في معهد كاليفورنيا للتكنولوجيا وفائزًا بجائزة ألكسندر فون هومبولت كبير العلماء الأمريكيين. شغل منصب رئيس تحرير مجلة الكيمياء الفيزيائية في الفترة من عام 1980 إلى عام 2004، كما شغل منصب محرر الولايات المتحدة لمجلة المراجعات الدولية في الكيمياء الفيزيائية. وهو زميل في الأكاديمية الأمريكية للفنون والعلوم وعضو في الجمعية الفيزيائية الأمريكية والرابطة الأمريكية لتقدم العلوم وأكاديمية العالم الثالث للعلوم.
حصل مصطفى السيد على الميدالية القومية الأمريكية لعام 2007 لمساهماته الأساسية والإبداعية في فهمنا للخصائص الإلكترونية والبصرية للمواد النانوية وتطبيقاتها في مجال التحاليل النانوية والطب النانوي، وعلى جهوده الإنسانية في مجال التبادل بين البلدان ومن أجل دوره في تطوير القيادة العلمية المستقبلية. علاوةً على ذلك، أُعلن أن مصطفى قد حصل على جائزة أحمد زويل في العلوم الجزيئية لعام 2009.
صُنّف رقم 17 في قائمة طومسون رويترز لأفضل الكيميائيين في العقد الماضي في عام 2011. وأُعلن عن حصوله على جائزة بريستلي 2016 في 16 حزيران/يونيو في عام 2015، وعلى أعلى تكريم من الجمعية الكيميائية الأمريكية لمساهماته الطويلة في الكيمياء.

## قاعدة السيد
العبور ما بين الأنظمة هو عبارة عن عملية فيزيائية ضوئية تتضمن انتقال متسق توليد طاقة غير إشعاعي بين حالتين إلكترونيتين ويرافق ذلك مضاعفات مختلفة، وغالبًا ما ينتج عنه كيان جزيئي محفّز بالاهتزاز في الحالة الإلكترونية المنخفضة والذي عادة ما يتحلل إلى أدنى مستوى للذبذبات الجزيئية. يُحظر هذا العبور بموجب قواعد الحفاظ على الزخم الزاوي. يحدث العبور ما بين الأنظمة عمومًا على نطاقات زمنية طويلة جدًا، ومع ذلك تنص قاعدة السيد على أن معدل عبور ما بين الأنظمة، على سبيل المثال من أدنى حالة مفردة إلى التشعب الثلاثي، يكون كبير نسبيًا إذا كان الانتقال بدون إشعاع يتضمن تغييرًا في النوع المداري الجزيئي. فمثلًا يمكن أن ينتقل المُفرد (π , π *) إلى الحالة الثلاثية (n , π *) ولكن ليس إلى الحالة الثلاثية (π ، π *) والعكس صحيح. صاغ الأستاذ مصطفى السيد هذه القاعدة في الستينيات من القرن العشرين، وتوجد في معظم كتب الكيمياء الضوئية، وتفيد في فهم الفسفرة والاسترخاء المتذبذب والعبور ما بين الأنظمة والتحويل الداخلي وعمر الحالات المثارة في الجزيئات.

## الدافع لأبحاثه في مجال علاج السرطان
أصيبت زوجة الدكتور مصطفى السيد بسرطان الثدي، وتوفيت بعد حوالي خمس سنوات من إصابتها بالمرض، وكانت هي المدة التي حددها الطبيب المعالج كحد أقصى لبقائها على قيد الحياة.

## تقنية تجاربه لعلاج السرطان بالذهب
- تمت عن طريق حقن الأوردة الدموية بدقائق نانوية من الذهب. تذهب هذه الدقائق من الذهب إلى الجزء المسرطن من الخلايا. ثم بتسليط الضوء على الذهب تتولد حرارة تميت الخلية السرطانية. لاحظ الدكتور مصطفى السيد أن حبيبات الذهب النانونية تلتصق بالخلايا السرطانية ولا تلتصق بالخلايا السليمة. لهذا فعند تسليط الضوء عليها فإن الخلايا السرطانية هي التي تتاثر بحرارة حبيبات الذهب فتسيح، أي تموت ولا تتأثر الخلايا السليمة.

أجريت تلك التجارب على حيوانات صغيرة مثل الفئران وعينات تحت الميكروسكوب. أما تطبيق تلك التجارب على جسم الإنسان فيشترط تصريح الإدارة الصحية الأمريكية، وقد اشترطت إجراء بحوث عن مصير حبيبات الذهب عند بقائها في جسم الإنسان. أي يجب أن يتبين أن تلك الحبيبات لا تضر الإنسان على المدى الطويل إذا ما تركزت مثلا في الكبد والكلى. ولا تزال الأبحاث جارية في هذا المضمار.
- تم تطبيق هذه النتائج بمشاركة الدكتور أيمن مصطفى السيد أستاذ جراحة الأورام بجامعة كاليفورنيا ـ نجل الدكتور مصطفى ـ على خلايا سرطانية من حيوانات التجارب حيث لم يتم تجريبها على البشر حتى الآن.
- وقد أسس الأستاذ الدكتور مصطفى السيد مجموعة علمية بمصر تقوم بأبحاث في هذا المجال. ويشرف عليها بنفسه ويزور مصر بين الحين والآخر لمتابعة عملهم. وهو يمدح ما يقومون به من عمل في مجاله العلمي ويقول أنهم يحققون نتائج حسنة.

### قلادة العلوم الوطنية الأمريكية
- كان الدكتور مصطفى السيد أول عالم مصري وعربي يحصل علي قلادة العلوم الوطنية الأمريكية الذي ترشح له ثمانية من العلماء البارزين في الولايات المتحدة، وقد أقام البيت الأبيض يوم الاثنين 29 سبتمبر 2008 حفلاً كبيراً سلمه الرئيس الأمريكي جورج بوش خلاله قلادة العلوم الوطنية الأمريكية التي تعتبر أعلى وسام أمريكي للعلوم لإنجازاته في مجال التكنولوجيا الدقيقة وتطبيقه لهذه التكنولوجيا باستخدام مركبات الذهب الدقيقة في علاج مرض السرطان.
- ذكر في مراسم منحه القلادة في أمريكا إلى أنه يأتي تقديرًا لإسهاماته في التعرف على فهم الخصائص الإلكترونية والبصرية للمواد النانوية وتطبيقها في التحفيز النانوي - تقنيه النانو - والطب النانوي ولجهوده الإنسانية للتبادل بين الدول ولدوره في تطوير قيادات علوم المستقبل.

### الجوائز التي حصل عليها
- جائزة الملك فيصل العالمية للعلوم عام 1990 - السعودية
- زمالة أكاديمية علوم وفنون السينما الأمريكية - الولايات المتحدة الأمريكية
- قلادة العلوم الوطنية الأمريكية 2008 - الولايات المتحدة الأمريكية
- وسام الجمهورية من الطبقة الأولى في 28 يناير 2009م - مصر
- دكتوراه فخرية من جامعة المنصورة في 28 يناير 2009م - مصر
- الدكتوراه الفخرية من جامعة بني سويف (كلية العلوم) ديسمبر 2010 - مصر

### المناصب
- رئيس كرسي جوليوس براون بمعهد جورجيا للعلوم والتكنولوجيا.
- رئيس مركز أطياف الليزر بذات المعهد.
- انتخب عضوًا بالأكاديمية الوطنية للعلوم بالولايات المتحدة عام 1980.
- تولّى علي مدي 24 عامًا رئاسة تحرير مجلة علوم الكيمياء الطبيعية، وهي من أهم المجلات العلمية في العالم.
- عضوية الجمعية الأمريكية لعلوم الطبيعة.
- عضو الجمعية الأمريكية لتقدم العلوم.
- عضو أكاديمية العالم الثالث للعلوم.
- باحث أكاديمي بكلية الهندسة بشبرا

## وصلات خارجية
- وكالة أنباء الشرق الأوسط: الرئيس بوش يسلم الاثنين العالم المصري مصطفى السيد أرفع وسام أمريكي للعلوم، مصراوي، 28 سبتمبر 2008م
- حوار مع الدكتور مصطفى السيد
- مصطفى السيد.. بالذهب يشفي السرطان، إسلام أون لاين، 29 سبتمبر 2008م
- مبارك يمنح العالم المصري مصطفى السيد وسام الجمهورية من الطبقة الأولى، وكالة أنباء الشرق الأوسط، مصراوي، 28 يناير 2009م
- جامعة بنى سويف تمنح مصطفى السيد الدكتوراه الفخرية
- صفحة الدكتور مصطفى السيد على موقع جامعة جوجيا تك